# Luc-sur-Orbieu
Pour les articles homonymes, voir Luc et Orbieu (homonymie).
Luc-sur-Orbieu [lyk syʁ‿ɔʁbjø]  est une commune française, située dans le Nord-Est du département de l'Aude en région Occitanie.
Sur le plan historique et culturel, la commune fait partie du massif des Corbières, un chaos calcaire formant la transition entre le Massif central et les Pyrénées. Exposée à un climat méditerranéen, elle est drainée par l'Orbieu, le ruisseau de Mayral et par deux autres cours d'eau. La commune possède un patrimoine naturel remarquable : un site Natura 2000 (la « vallée de l'Orbieu ») et deux zones naturelles d'intérêt écologique, faunistique et floristique.
Luc-sur-Orbieu est une commune urbaine qui compte 1 159 habitants en 2022, après avoir connu une forte hausse de la population depuis 1975. Elle fait partie de l'aire d'attraction de Narbonne. Ses habitants sont appelés les Lucquois ou Lucquoises.

## Géographie
Commune située dans les Corbières sur l'Orbieu.

### Communes limitrophes
Les communes limitrophes sont  Boutenac, Cruscades, Lézignan-Corbières et Ornaisons.
| Lézignan-Corbières |                | Cruscades |
|                    | Luc-sur-Orbieu | Ornaisons |
|                    | Boutenac       |           |

### Hydrographie
La commune est dans la région hydrographique « Côtiers méditerranéens », au sein du bassin hydrographique Rhône-Méditerranée-Corse. Elle est drainée par l'Orbieu, le ruisseau de Mayral, le ruisseau de Joncasse et le ruisseau du Tourrenc, qui constituent un réseau hydrographique de 8 km de longueur totale,.
L'Orbieu, d'une longueur totale de 84,1 km, prend sa source dans la commune de Fourtou et s'écoule du sud-ouest vers le nord-est. Il traverse la commune et se jette dans l'Aude à Saint-Nazaire-d'Aude, après avoir traversé 22 communes.

### Climat
Pour des articles plus généraux, voir Climat de l'Occitanie et Climat de l'Aude.
En 2010, le climat de la commune est de type climat méditerranéen franc, selon une étude s'appuyant sur une série de données couvrant la période 1971-2000. En 2020, Météo-France publie une typologie des climats de la France métropolitaine dans laquelle la commune est exposée à un climat méditerranéen et est dans la région climatique Provence, Languedoc-Roussillon, caractérisée par une pluviométrie faible en été, un très bon ensoleillement (2 600 h/an), un été chaud (21,5 °C), un air très sec en été, sec en toutes saisons, des vents forts (fréquence de 40 à 50 % de vents > 5 m/s) et peu de brouillards.
Pour la période 1971-2000, la température annuelle moyenne est de 14,9 °C, avec  une amplitude thermique annuelle de 15,7 °C. Le cumul annuel moyen de précipitations est de 580 mm, avec 6,4 jours de précipitations en janvier et 2,8 jours en juillet. Pour la période 1991-2020 la température moyenne annuelle observée sur la station météorologique la plus proche, située sur la commune de Lézignan-Corbières à 4 km à vol d'oiseau, est de 15,2 °C et le cumul annuel moyen de précipitations est de 678,7 mm,. Pour l'avenir, les paramètres climatiques de la commune estimés pour 2050 selon différents scénarios d’émission de gaz à effet de serre sont consultables sur un site dédié publié par Météo-France en novembre 2022.

### Milieux naturels et biodiversité

#### Réseau Natura 2000

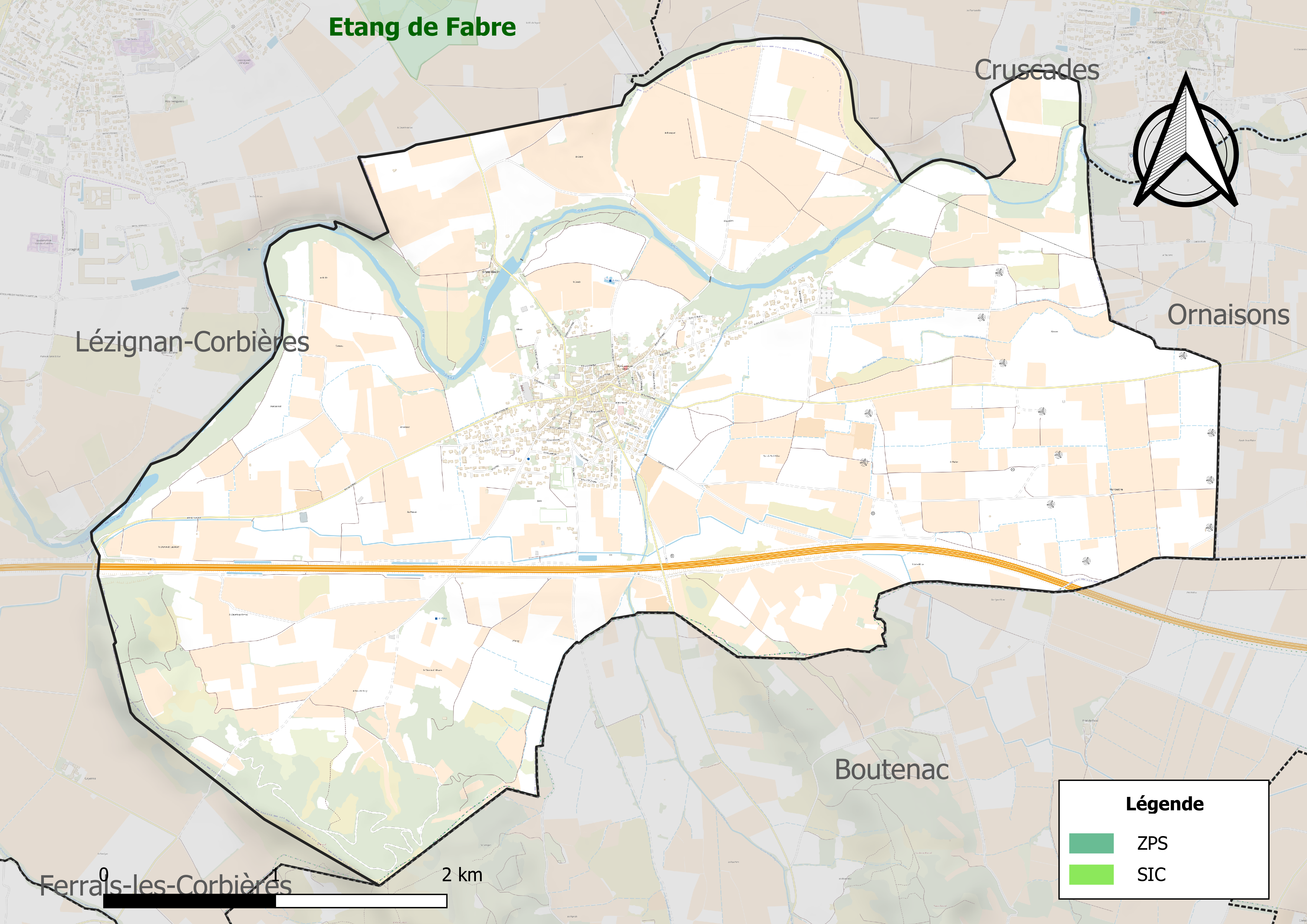
Site Natura 2000 sur le territoire communal.

Le réseau Natura 2000 est un réseau écologique européen de sites naturels d'intérêt écologique élaboré à partir des directives habitats et oiseaux, constitué de zones spéciales de conservation (ZSC) et de zones de protection spéciale (ZPS). Un site Natura 2000 a été défini sur la commune au titre de la directive habitats : la « vallée de l'Orbieu », d'une superficie de 17 765 ha, servant d'habitat, entre autres, pour le Barbeau méridional et du Desman des Pyrénées en limite nord de répartition.

#### Zones naturelles d'intérêt écologique, faunistique et floristique

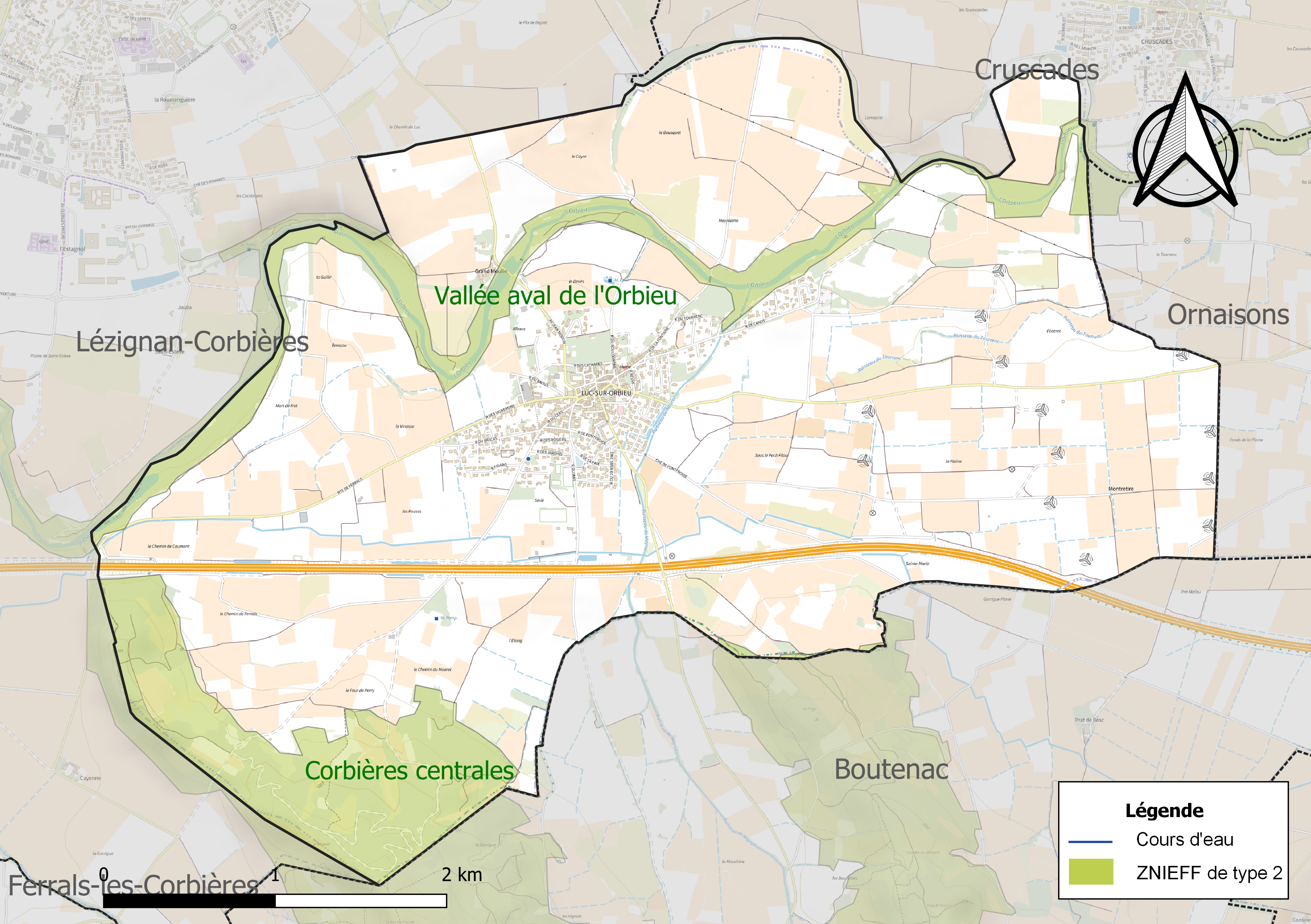
Carte des ZNIEFF de type 2 localisées sur la commune.

L’inventaire des zones naturelles d'intérêt écologique, faunistique et floristique (ZNIEFF) a pour objectif de réaliser une couverture des zones les plus intéressantes sur le plan écologique, essentiellement dans la perspective d’améliorer la connaissance du patrimoine naturel national et de fournir aux différents décideurs un outil d’aide à la prise en compte de l’environnement dans l’aménagement du territoire.
Deux ZNIEFF de type 2 sont recensées sur la commune :
- les « Corbières centrales » (68 810 ha), couvrant 56 communes dont 54 dans l'Aude et 2 dans les Pyrénées-Orientales[16] ;
- la « vallée aval de l'Orbieu » (445 ha), couvrant 12 communes du département[17].

## Urbanisme

### Typologie
Au 1er janvier 2024, Luc-sur-Orbieu est catégorisée ceinture urbaine, selon la nouvelle grille communale de densité à 7 niveaux définie par l'Insee en 2022.
Elle est située hors unité urbaine. Par ailleurs la commune fait partie de l'aire d'attraction de Narbonne, dont elle est une commune de la couronne,. Cette aire, qui regroupe 71 communes, est catégorisée dans les aires de 50 000 à moins de 200 000 habitants,.

### Occupation des sols
L'occupation des sols de la commune, telle qu'elle ressort de la base de données européenne d’occupation biophysique des sols Corine Land Cover (CLC), est marquée par l'importance des territoires agricoles (87,3 % en 2018), en diminution par rapport à 1990 (88,3 %). La répartition détaillée en 2018 est la suivante : cultures permanentes (77,1 %), zones agricoles hétérogènes (10,2 %), milieux à végétation arbustive et/ou herbacée (7,4 %), zones urbanisées (5,3 %). L'évolution de l’occupation des sols de la commune et de ses infrastructures peut être observée sur les différentes représentations cartographiques du territoire : la carte de Cassini (XVIIIe siècle), la carte d'état-major (1820-1866) et les cartes ou photos aériennes de l'IGN pour la période actuelle (1950 à aujourd'hui).

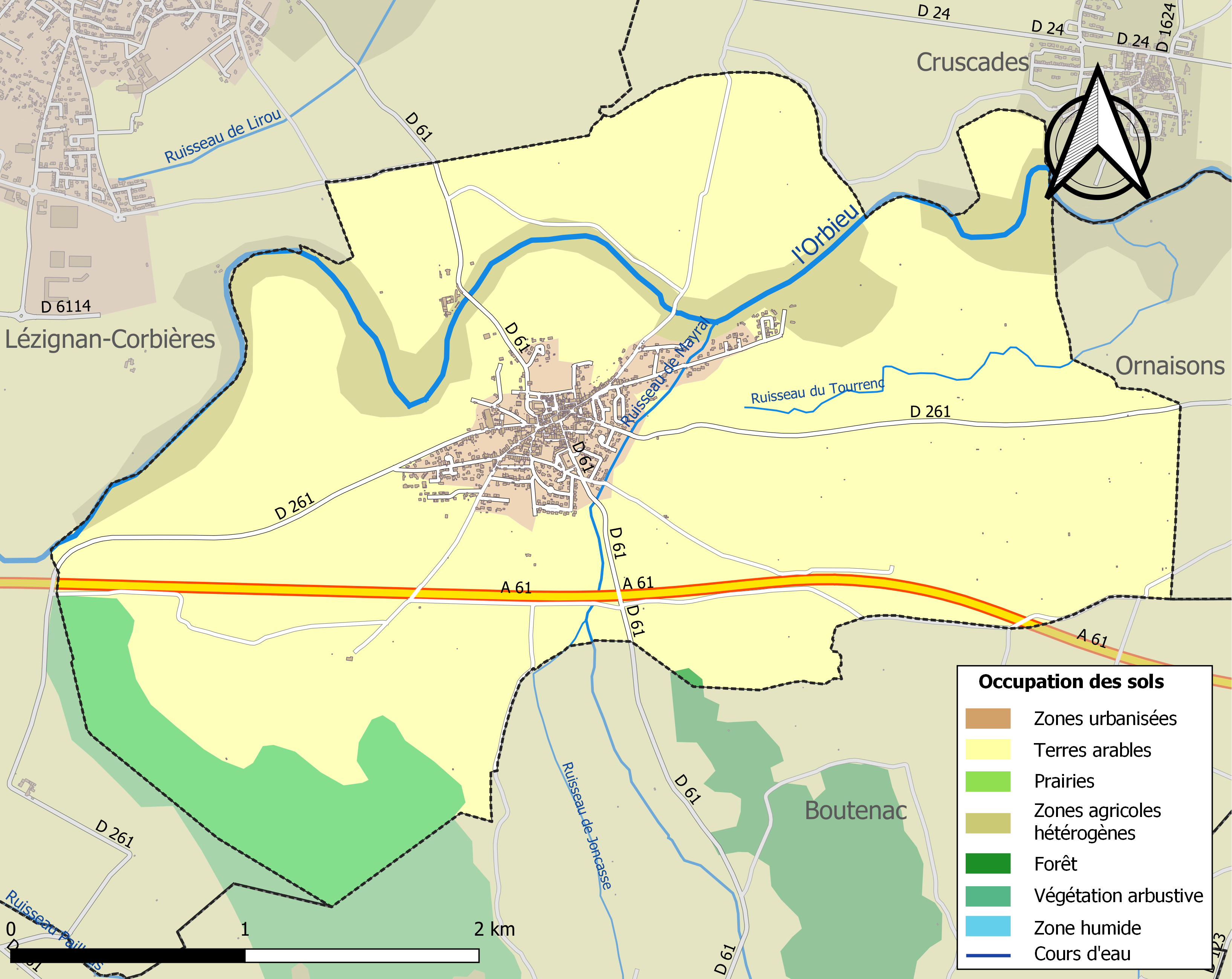
Carte des infrastructures et de l'occupation des sols de la commune en 2018 (CLC).

### Risques majeurs
Le territoire de la commune de Luc-sur-Orbieu est vulnérable à différents aléas naturels : météorologiques (tempête, orage, neige, grand froid, canicule ou sécheresse), inondations, feux de forêts et séisme (sismicité faible). Il est également exposé à un risque technologique,  le transport de matières dangereuses. Un site publié par le BRGM permet d'évaluer simplement et rapidement les risques d'un bien localisé soit par son adresse soit par le numéro de sa parcelle.

#### Risques naturels
Certaines parties du territoire communal sont susceptibles d’être affectées par le risque d’inondation par débordement de cours d'eau, notamment l'Orbieu. La commune a été reconnue en état de catastrophe naturelle au titre des dommages causés par les inondations et coulées de boue survenues en 1982, 1986, 1987, 1992, 1996, 1997, 1999, 2005, 2006, 2009, 2012, 2014 et 2018,.

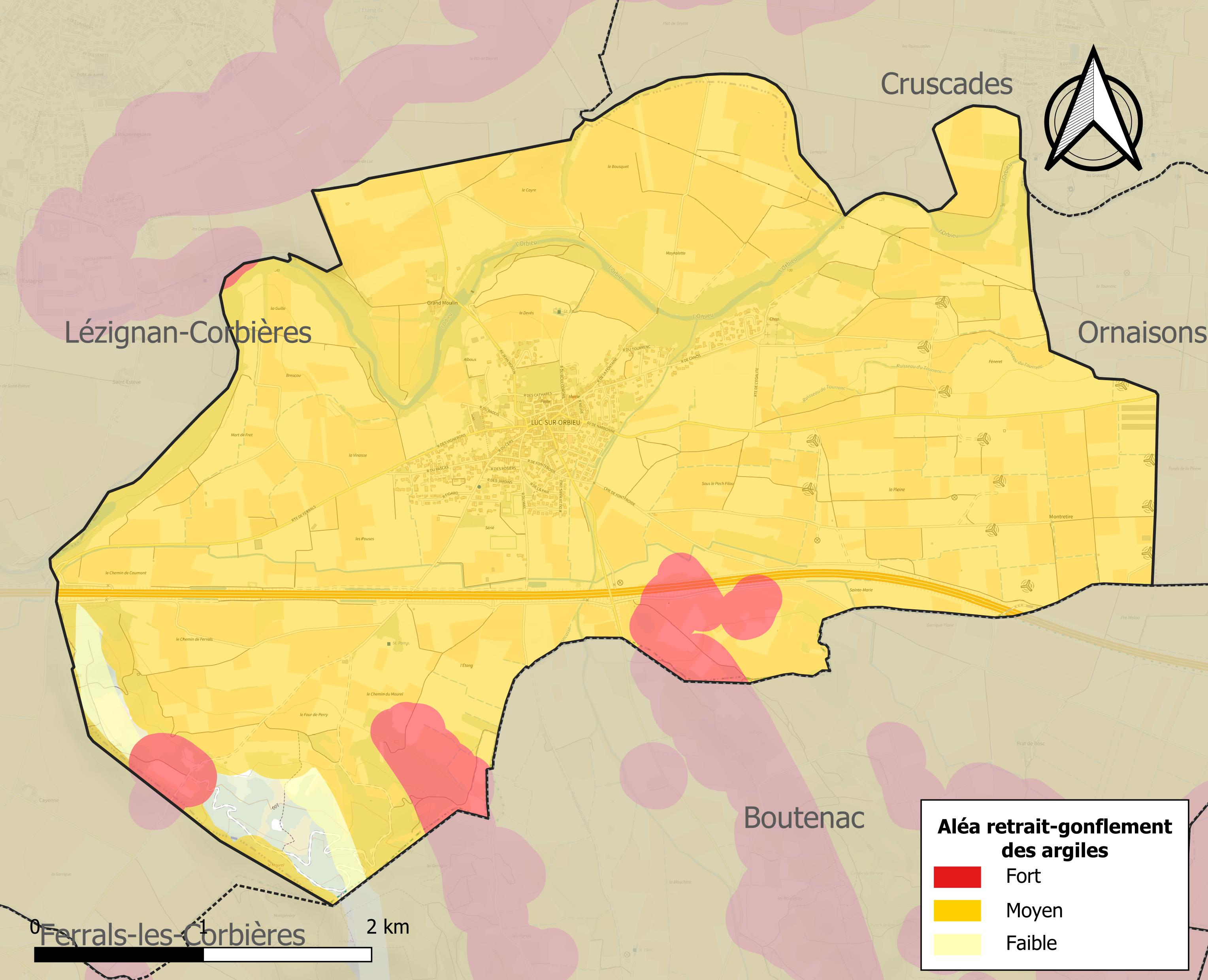
Carte des zones d'aléa retrait-gonflement des sols argileux de Luc-sur-Orbieu.

Le retrait-gonflement des sols argileux est susceptible d'engendrer des dommages importants aux bâtiments en cas d’alternance de périodes de sécheresse et de pluie. 96,9 % de la superficie communale est en aléa moyen ou fort (75,2 % au niveau départemental et 48,5 % au niveau national). Sur les 622 bâtiments dénombrés sur la commune en 2019, 622 sont en aléa moyen ou fort, soit 100 %, à comparer aux 94 % au niveau départemental et 54 % au niveau national. Une cartographie de l'exposition du territoire national au retrait gonflement des sols argileux est disponible sur le site du BRGM,.

#### Risques technologiques
Le risque de transport de matières dangereuses sur la commune est lié à sa traversée par une route à fort trafic. Un accident se produisant sur une telle infrastructure est en effet susceptible d’avoir des effets graves au bâti ou aux personnes jusqu’à 350 m, selon la nature du matériau transporté. Des dispositions d’urbanisme peuvent être préconisées en conséquence.

## Histoire
À l’époque médiévale, le village de Luc-sur-Orbieu est une possession de la puissante abbaye bénédictine de Lagrasse. En 1213, Simon de Montfort s’empare du château de Luc à l'occasion de la croisade contre les Albigeois. Malgré les protestations des abbés, Luc devient en 1258 le fief des seigneurs de Luc, les marquis Thézan de Saint Geniés.
En 1599, Henri de Thézan est nommé gouverneur de Narbonne par le roi Henri IV. En 1632, ses hommes d’armes perdent la bataille de Castelnaudary aux côtés du duc de Montmorency et de Gaston d’Orléans contre les troupes royales. Le roi Louis XIII donne alors l’ordre de raser le château du seigneur 'qui a suivi le parti de Monsieur’ (frère du roi). Les seuls vestiges du château antérieurs au XVIIe siècle sont les caves voûtées du XIIe siècle (15 - 18 °C et 80 % d’hygrométrie tout au long de l’année) et le pigeonnier qui n’avaient pas d’intérêt stratégique. Henri de Thézan reconstruit par la suite la partie du château située à l’ouest de la cour d’honneur autour d’un escalier à mur d’échiffre.
En 1725, le château est acquis par la famille de Niquet qui construit l’aile centrale reliant le château vieux (restes du château féodal), au château du XVIIe siècle. Les aménagements du début du XVIIIe ont permis la construction de l’écurie et de l’orangerie au fond du parc. L’ensemble des bâtiments trouve son unité dans une symétrie harmonieuse et de belles proportions. Toutes les encadrements sont en grès rose de Fontfroide.
À la Révolution française, le château subit de nombreux dégâts. Les armes (écartelé d’or et de gueule couronné du collier de l’ordre de Saint-Michel) d’Henri de Thézan gravée au-dessus de la ‘porte du Duc’ sont martelées. La légende raconte que les habitants du village de Luc auraient caché Madame de Niquet pendant les heures sombres de la terreur dans un petit abri situé aux confins du village au lieu-dit « mon retiré ».
Monsieur Pascal, qui se laisse séduire par cette belle demeure en 1818, la cède en 1878 à la famille Fabre. Cette famille accompagne le renouveau viticole du château et construit en 1910 la cuverie de la cave souterraine, en 1913 la cave du raisin, en 2001 un chai de stockage et d’élevage du vin en bouteille.

## Politique et administration

### Liste des maires
| Période                                  | Période | Identité                       | Étiquette | Qualité                                                        |
| ---------------------------------------- | ------- | ------------------------------ | --------- | -------------------------------------------------------------- |
| 1791                                     | 1793    | Paul Escloupie                 |           |                                                                |
| 1793                                     | 1794    | Jacques Raynaud                |           |                                                                |
| 1794                                     | 1799    | Jacques Venes                  |           |                                                                |
| 1799                                     | 1808    | Jacques Raimond                |           |                                                                |
| 1808                                     | 1815    | Michel Murat                   |           |                                                                |
| 1815                                     | 1848    | Louis Bertrand                 |           |                                                                |
| 1848                                     | 1848    | Antoine Bouzinac               |           | Maire par intérim                                              |
| 1848                                     | 1848    | Aimé Bertrand                  |           |                                                                |
| 1848                                     | 1849    | François Marty                 |           |                                                                |
| 1849                                     | 1850    | Guillaume Asperges             |           | Maire provisoire à la suite de la révocation de François Marty |
| 1850                                     | 1852    | François Bouzinac              |           |                                                                |
| 1852                                     | 1855    | Jean Pierre Bertrand           |           |                                                                |
| 1855                                     | 1865    | Auguste Bertrand               |           |                                                                |
| 1865                                     | 1870    | Louis Bertrand                 |           |                                                                |
| 1870                                     | 1873    | Marcelin Gaïsset               |           |                                                                |
| 1873                                     | 1874    | Alphonse Dantras               |           |                                                                |
| 1874                                     | 1876    | Ediste Escloupie               |           |                                                                |
| 1876                                     | 1878    | Alphonse Dantras               |           |                                                                |
| 1878                                     | 1880    | Marcelin Gaïsset               |           |                                                                |
| 1880                                     | 1881    | Léopold Gibert                 |           |                                                                |
| 1881                                     | 1882    | Antoine Bouzinac de la Bastide |           |                                                                |
| 1882                                     | 1883    | Pascal Guilhaumou              |           |                                                                |
| 1883                                     | 1884    | Antoine Gaubert                |           |                                                                |
| 1884                                     | 1885    | François Bouzinac              |           |                                                                |
| 1885                                     | 1900    | Georges Balmigère              |           |                                                                |
| 1900                                     | 1902    | Jean Jules Gaisset             |           |                                                                |
| 1902                                     | 1905    | Georges Balmigère              |           |                                                                |
| 1905                                     | 1907    | Pascal Bertrand                |           |                                                                |
| 1907                                     | 1921    | Georges Balmigère              |           |                                                                |
| 1921                                     | 1929    | Mémorin Bertrand               |           |                                                                |
| 1929                                     | 1930    | Mathurin Rieux                 |           |                                                                |
| 1930                                     | 1935    | Simon Miquel                   |           |                                                                |
| 1935                                     | 1936    | Joseph Molinier                |           |                                                                |
| 1936                                     | 1942    | Joseph Sabatier                |           |                                                                |
| 1942                                     | 1944    | Georges Bouzinac de la Bastide |           | Président de la Délégation Spéciale                            |
| 1944                                     | 1947    | Joseph Sabatier                |           |                                                                |
| 1947                                     | 1949    | Simon Miquel                   |           |                                                                |
| 1949                                     | 1965    | Jacques Lagarde                |           |                                                                |
| 1965                                     | 1971    | Claude Bidaud                  |           |                                                                |
| 1971                                     | 1989    | Fernande Galy                  | PS        |                                                                |
| 1989                                     | 1990    | Robert Cassang                 |           |                                                                |
| 1990                                     | 1995    | Claude Bernijol                |           |                                                                |
| 1995                                     | 2001    | Raymond Lerat                  |           |                                                                |
| 2001                                     | 2019    | Gilles Messeguer               | DVD       |                                                                |
| Les données manquantes sont à compléter. |         |                                |           |                                                                |

## Démographie
Ses habitants sont appelés les Lucquois.

L'évolution du nombre d'habitants est connue à travers les recensements de la population effectués dans la commune depuis 1793. Pour les communes de moins de 10 000 habitants, une enquête de recensement portant sur toute la population est réalisée tous les cinq ans, les populations de référence des années intermédiaires étant quant à elles estimées par interpolation ou extrapolation. Pour la commune, le premier recensement exhaustif entrant dans le cadre du nouveau dispositif a été réalisé en 2007.

En 2022, la commune comptait 1 159 habitants, en évolution de +1,67 % par rapport à 2016 (Aude : +2,65 %, France hors Mayotte : +2,11 %).
| 1793 | 1800 | 1806 | 1821 | 1831 | 1836 | 1841 | 1846 | 1851 |
| ---- | ---- | ---- | ---- | ---- | ---- | ---- | ---- | ---- |
| 328  | 378  | 377  | 464  | 533  | 548  | 555  | 568  | 535  |

| 1856 | 1861 | 1866 | 1872 | 1876 | 1881 | 1886  | 1891  | 1896 |
| ---- | ---- | ---- | ---- | ---- | ---- | ----- | ----- | ---- |
| 649  | 651  | 729  | 706  | 823  | 972  | 1 004 | 1 033 | 943  |

| 1901 | 1906 | 1911 | 1921 | 1926 | 1931 | 1936 | 1946 | 1954 |
| ---- | ---- | ---- | ---- | ---- | ---- | ---- | ---- | ---- |
| 933  | 952  | 975  | 983  | 925  | 954  | 936  | 841  | 810  |

| 1962 | 1968 | 1975 | 1982 | 1990 | 1999 | 2006 | 2007 | 2012  |
| ---- | ---- | ---- | ---- | ---- | ---- | ---- | ---- | ----- |
| 711  | 728  | 720  | 709  | 726  | 786  | 918  | 937  | 1 107 |

| 2017  | 2022  | - | - | - | - | - | - | - |
| ----- | ----- | - | - | - | - | - | - | - |
| 1 144 | 1 159 | - | - | - | - | - | - | - |

## Économie

### Revenus
En 2018  (données Insee publiées en septembre 2021), la commune compte 475 ménages fiscaux, regroupant 1 073 personnes. La médiane du revenu disponible par unité de consommation est de 18 940 € (19 240 € dans le département).

### Emploi
| Division       | 2008   | 2013   | 2018   |
| -------------- | ------ | ------ | ------ |
| Commune        | 8,9 %  | 10,1 % | 12,5 % |
| Département    | 10,2 % | 12,8 % | 12,6 % |
| France entière | 8,3 %  | 10 %   | 10 %   |

En 2018, la population âgée de 15 à 64 ans s'élève à 657 personnes, parmi lesquelles on compte 75,1 % d'actifs (62,6 % ayant un emploi et 12,5 % de chômeurs) et 24,9 % d'inactifs,. Depuis 2008, le taux de chômage communal (au sens du recensement) des 15-64 ans est inférieur à celui du département, mais supérieur à celui de la France.
La commune fait partie de la couronne de l'aire d'attraction de Narbonne, du fait qu'au moins 15 % des actifs travaillent dans le pôle,. Elle compte 181 emplois en 2018, contre 174 en 2013 et 146 en 2008. Le nombre d'actifs ayant un emploi résidant dans la commune est de 415, soit un indicateur de concentration d'emploi de 43,6 % et un taux d'activité parmi les 15 ans ou plus de 53,6 %.
Sur ces 415 actifs de 15 ans ou plus ayant un emploi, 119 travaillent dans la commune, soit 29 % des habitants. Pour se rendre au travail, 85,2 % des habitants utilisent un véhicule personnel ou de fonction à quatre roues, 1,4 % les transports en commun, 8,4 % s'y rendent en deux-roues, à vélo ou à pied et 5 % n'ont pas besoin de transport (travail au domicile).

### Activités hors agriculture
55 établissements sont implantés  à Luc-sur-Orbieu au 31 décembre 2019. Le tableau ci-dessous en détaille le nombre par secteur d'activité et compare les ratios avec ceux du département,.
| Secteur d'activité                                                                                        | Commune | Commune | Département |
| Secteur d'activité                                                                                        | Nombre  | %       | %           |
| --- | ------- | ------- | ----------- |
| Ensemble                                                                                                  | 55      |         |             |
| Industrie manufacturière, industries extractives et autres                                                | 9       | 16,4 %  | (8,8 %)     |
| Construction                                                                                              | 15      | 27,3 %  | (14 %)      |
| Commerce de gros et de détail, transports, hébergement et restauration                                    | 13      | 23,6 %  | (32,3 %)    |
| Information et communication                                                                              | 1       | 1,8 %   | (1,6 %)     |
| Activités immobilières                                                                                    | 1       | 1,8 %   | (5,2 %)     |
| Activités spécialisées, scientifiques et techniques et activités de services administratifs et de soutien | 5       | 9,1 %   | (13,3 %)    |
| Administration publique, enseignement, santé humaine et action sociale                                    | 7       | 12,7 %  | (13,2 %)    |
| Autres activités de services                                                                              | 4       | 7,3 %   | (8,8 %)     |

Le secteur de la construction est prépondérant sur la commune puisqu'il représente 27,3 % du nombre total d'établissements de la commune (15 sur les 55 entreprises implantées  à Luc-sur-Orbieu), contre 14 % au niveau départemental.

### Agriculture
La commune est dans la « Région viticole » de l'Aude, une petite région agricole occupant une grande partie centrale du département, également dénommée localement « Corbeilles Minervois et Carcasses-Limouxin ». En 2020, l'orientation technico-économique de l'agriculture  sur la commune est la viticulture.
|               | 1988 | 2000 | 2010 | 2020 |
| ------------- | ---- | ---- | ---- | ---- |
| Exploitations | 113  | 48   | 25   | 28   |
| SAU (ha)      | 691  | 1026 | 815  | 869  |

Le nombre d'exploitations agricoles en activité et ayant leur siège dans la commune est passé de 113 lors du recensement agricole de 1988  à 48 en 2000 puis à 25 en 2010 et enfin à 28 en 2020, soit une baisse de 75 % en 32 ans. Le même mouvement est observé à l'échelle du département qui a perdu pendant cette période 60 % de ses exploitations,. La surface agricole utilisée sur la commune a quant à elle augmenté, passant de 691 ha en 1988 à 869 ha en 2020. Parallèlement la surface agricole utilisée moyenne par exploitation a augmenté, passant de 6 à 31 ha.

## Culture locale et patrimoine

### Lieux et monuments
- Le château de Luc-sur-Orbieu abritant une cave du XIIe siècle et fief de la famille Fabre, propriétaire récoltant depuis 1605.
- Église Notre-Dame-de-l'Assomption de Luc-sur-Orbieu.
- Chapelle Notre-Dame de Canos.

### Héraldique
| Blason de Luc-sur-Orbieu | Blason  | De sable au pal fuselé d'or et de gueules.       |
| Blason de Luc-sur-Orbieu | Détails | Le statut officiel du blason reste à déterminer. |